# ديلورز تايلور
ديلورز تايلور (بالإنجليزية: Delores Taylor)‏ هي كاتبة سيناريو وممثلة أمريكية، ولدت في 1932 في وينر في الولايات المتحدة، وتوفيت في 26 ديسمبر 2015 في لوس أنجلوس في الولايات المتحدة بسبب خرف.

## الأعمال
- بيلي جاك

## وصلات خارجية
- ديلورز تايلور على موقع IMDb (الإنجليزية)
- ديلورز تايلور على موقع روتن توميتوز (الإنجليزية)
- ديلورز تايلور على موقع قاعدة بيانات الفيلم (الإنجليزية)